# روزا أوسليندر
روزا أوسليندر (بالألمانية: Rosalie Beatrice Scherzer)‏ Rose Ausländer (ولدت في تشيرنوفيتش في أوكرانيا في مايو 1901- ماتت في دوسلدورف في يناير 1988) هي شاعرة يهودية أوكرانية، لغة كتابتها الألمانية.

## حياتها
اسمها الأصلي روزاليا شيرتسر. بدأت في عام 1919 دراسة الأدب والفلسفة في تشيرنوفيتش، ولكنها قطعت دراستها في عام 1920 بعد وفاة والدها. ورحلت هي وصديق دراستها إجناتس أوسليندر، بناء على نصيحة والدتها، وهاجرت إلى أمريكا. وهناك عملت محررة في صحيفة Westlichen Herold. وصدرت في عام 1927 أولى قصائدها.
وفي أكتوبر 1923 تزوجت بصديقها أوسليندر في نيويورك، ولكنهما انفصلا في عام 1926, بسبب الملل الزوجي على حد قولها. وفي نفس العام حصلت على الجنسية الأمريكية.
وفي عام 1927 عادت إلى وطنها ومكثت فيه 8 أشهر، ثم عادت مرة أخرى. وفي عام 1936 أقامت في بوخارست.
وصدرت في العام 1939 مجموعنها الشعرية الأولى قوس قزح Der Regenbogen في تشيرنوفيتش، ولكنه لم يلاق أية شعبية، على الرغم من احتفاء النقاد به.
وبعد أن بدأت القوات النازية في عام 1941, في غزو الاتحاد السوفييتي، بالتعاون من الجنرال أنتونيسكو المتحالف مع هتلر، اضطرت هي وعائلتها على الإقامة في الجيتو. وفي الجيتو تعرفت على باول تسيلان، الذي جددت تحت تأثيره أسلوبها الشعري، وتخلصت من الأسلوب الكلاسيكي التعبيري في شعرها.
وفي ربيع 1944 حرر الجيش الأحمر تشيرنوفيتش، فغادرت روزا إلى نيويورك. والتقت بباول تسيلان مرة أخرى في باريس 1957.
وقد أثّر الاضطهاد والهروب والخوف المستمر، عليها نفسيا وجسديا. وتحولت إلى الكتابة بالإنجليزية، ثم عادت مرة أخرى للكتابة بالألمانية عام 1956.
وقد صدرت مجموعتها الشعرية الثانية في عام 1965, بعنوان «الصيف الأعمى» Blinder Sommer، وقد استقبل هذه المرة بحفاوة بالغة. وفي عام 1966 رحلت إلى ألمانيا الغربية، وزارت إيطاليا عدة مرات، وأكثر مدينة أحبتها هي فينيسيا، وقد صورتها على أنها الوطن الروحي الجديد.
وحتى وفاتها في عام 1988 عاشت روزا أوسليندر في دوسلدورف، وقد أصابها مرض التهاب المفاصل فألزمها الفراش، وكانت تملي أعمالها، حين فقدت القدرة على الكتابة.

## أعمالها
- قوس قزح
- البئر
- الصيف الأعمى
- رسائل وردية
- أين الوطن إذن
- الأجمل
- لقد تكسرت الموسيقى
- لليل عيون كثيرة
- الشمس تسقط
- يوم في المنفى
- خلف الكلمات
- الوطن الأم
- الصمت على الشفاه
- نقطة تلاقي الرياح
- نرحل مع الأنهار القاتمة
- الخريف في نيويورك
- على حافة السرير
- ألا زلت هنا

## روابط خارجية
- روزا أوسليندر على موقع مونزينجر (الألمانية)
- روزا أوسليندر على موقع ميوزك برينز (الإنجليزية)